# Thyridospila ennomoides
Thyridospila ennomoides là một loài bướm đêm trong họ Noctuidae.